# Sinamaica
Sinamaica – miasto w Wenezueli, w stanie Zulia.